# Fatwa (ort i Indien)
Fatwa är en ort i Indien.   Den ligger i distriktet Patna och delstaten Bihar, i den nordöstra delen av landet, 900 km öster om huvudstaden New Delhi. Fatwa ligger 55 meter över havet och antalet invånare är 41 647.
Terrängen runt Fatwa är mycket platt. Runt Fatwa är det mycket tätbefolkat, med 1 177 invånare per kvadratkilometer. Närmaste större samhälle är Patna, 19,4 km nordväst om Fatwa. Trakten runt Fatwa består till största delen av jordbruksmark.